# Phengodes vazquezae
Phengodes vazquezae là một loài bọ cánh cứng trong họ Phengodidae. Loài này được Zarazoga miêu tả khoa học năm 1978.